# Чаривное (Кировоградская область)
Чаривное (укр. Чарівне) — село в Кетрисановской сельской общине Кропивницкого района Кировоградской области Украины.
До 2020 года входило в Бобринецкий район
Население по переписи 2001 года составляло 695 человек. Почтовый индекс — 27241. Телефонный код — 5257. Занимает площадь 0,654 км². Код КОАТУУ — 3520887801.